# Сапиково
Сапи́ково (рос. Сапыково, башк. Сапыҡ) — присілок у складі Кугарчинського району Башкортостану, Росія. Адміністративний центр Іжбердінської сільської ради.
Населення — 187 осіб (2010; 182 в 2002).
Національний склад:
- башкири — 99%